# Îles San Juan
Les îles San Juan sont un archipel situé dans la mer des Salish, dans le Nord-Ouest Pacifique en Amérique du Nord. Elles font partie de l'État de Washington aux États-Unis.
Composé de 700 îles et îlots, l'archipel de San Juan se trouve dans la baie dessinée par l’île de Vancouver (Canada) à l'ouest et le continent à l'est, au nord du détroit de Juan de Fuca et de la péninsule Olympique. Reconnues par les Espagnols en 1791, occupées par les Anglais en 1792, ces terres sont finalement annexées par les États-Unis en 1872. Les trois îles les plus importantes sont Lopez, San Juan et Orcas ; elles totalisent une population de 16 000 habitants. Elles sont le lieu de villégiature des chefs d'entreprise de Seattle. Le village de Friday Harbor se situe sur l'île de San Juan ; il est relié au continent par des ferries et des hydravions.

## Différend frontalier
En 1843, la Compagnie britannique de la Baie d'Hudson construit le Fort Camosun à proximité de l'île de Vancouver. Le traité de l'Oregon avait établi en 1846 le 49e parallèle comme frontière entre le Canada et l’ouest des États-Unis. La frontière coupait le détroit de Géorgie en son milieu, puis, les deux parties ayant convenu que toute l'île de Vancouver resterait britannique, bifurquait au sud par le chenal principal du détroit de Juan de Fuca. Le traité ne précisait pas par quel canal la frontière devrait passer entre le détroit de Georgie et le détroit de Juan de Fuca, entraînant un différend frontalier. Ce conflit s’intensifie dans les années 1850. En 1852, le territoire de l'Oregon crée le comté d'Island incluant les îles San Juan (ou « archipel Haro »). En 1853, le comté devient une partie du territoire de Washington nouvellement créé.
En 1855, le territoire de Washington appliquait une taxe foncière sur les propriétés que la Compagnie de la Baie d'Hudson possédait sur l'île de San Juan, mais celle-ci refusait de la payer. Le territoire de Washington vend alors les propriétés pour compenser les impôts impayés. Cela mène à des pourparlers entre les gouverneurs du territoire de Washington et la colonie de l'île de Vancouver. Il devient évident que les États-Unis revendiquent le détroit de Haro comme frontière internationale, tandis que la Grande-Bretagne revendique celui de Rosario. L'escalade du conflit conduit en 1859 à la guerre du cochon, qui est un affrontement diplomatique prolongé. Cette impasse, sans arguments juridiques clairs, se poursuit jusqu'à ce que la question de la frontière soit finalement confiée en 1871 à l'arbitrage de l'empereur Guillaume Ier d'Allemagne. La frontière par le détroit de Haro est finalement établie en 1872.

## Les îles San Juan

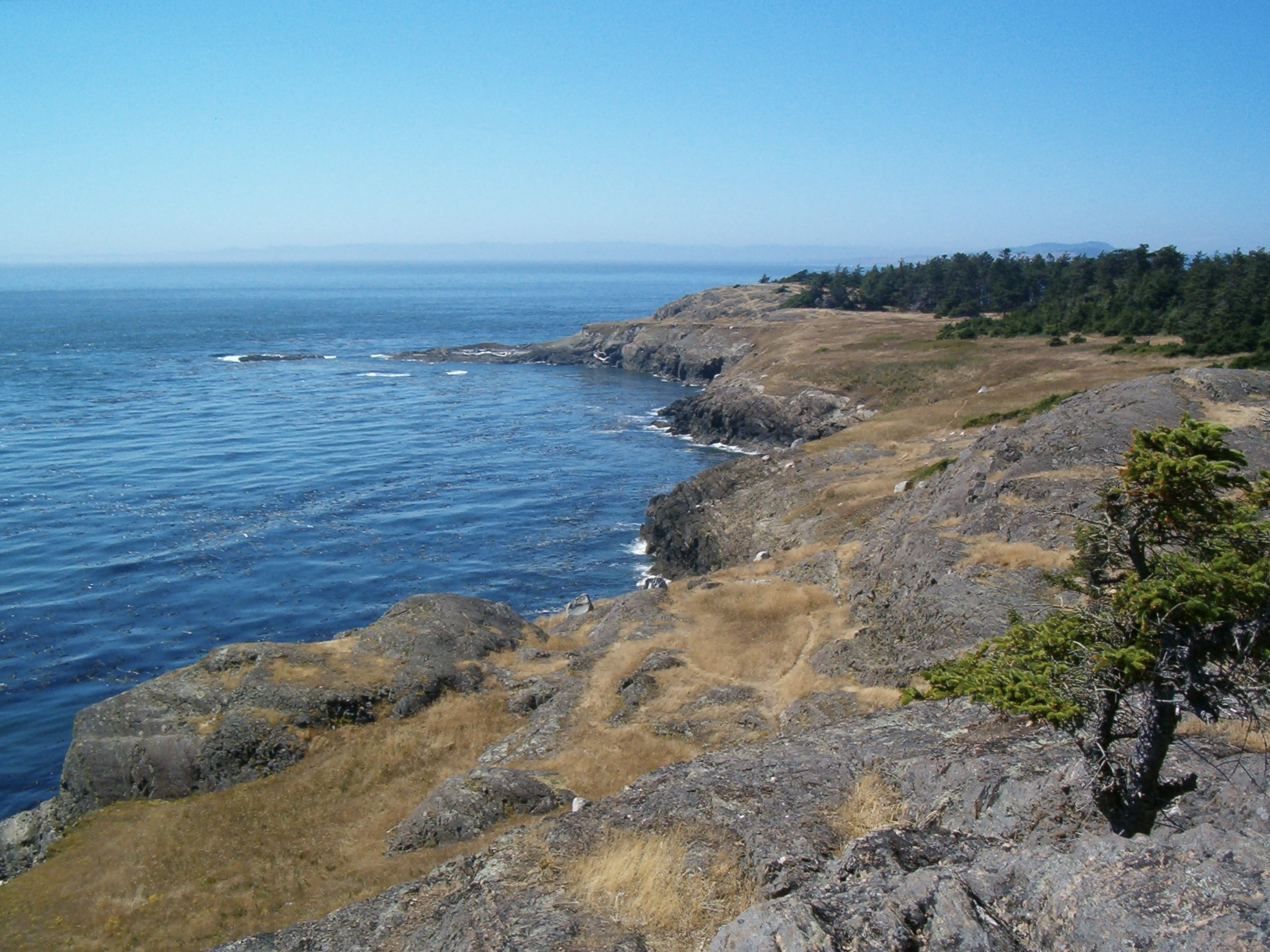
Lopez, l'une des îles de l'archipel de San Juan.

- Aleegria Island
- Allan Island
- Anderson Island
- Armitage Island
- Barnes Island
- Barren Island
- Battleship Island
- Bell Island
- Blakely Island
- Blind Island
- Boulder Island
- Brown Island
- Buck Island
- Burrows Island
- Cactus Islands
- Canoe Island
- Castle Island
- Cemetery Island
- Center Island
- Clark Island
- Cliff Island
- Colville Island
- Coon Island
- Crab Island
- Crane Island
- Cypress Island
- Deadman Island
- Decatur Island
- Dinner Island
- Doe Island
- Double Island
- Eliza Island
- Ewing Island
- Fawn Island
- Flattop Island
- Flower Island
- Fortress Island
- Freeman Island
- Frost Island
- Goose Island
- Gossip Island
- Guemes Island
- Guss Island
- Hall Island
- Hat Island
- Henry Island
- Iceberg Island
- James Island
- Johns Island
- Jones Island
- Justice Island
- Little Island
- Little Patos Island
- Little Sister Island
- Lone Tree Island
- Lopez Island
- Low Island
- Lummi Island
- Matia Island
- Mcconnell Island
- Minor Island
- Nob Island
- North Finger Island
- North Peapod
- Obstruction Island
- O'Neal Island
- Orcas Island
- Patos Island
- Pearl Island
- Picnic Island
- Pointer Island
- Pole Island
- Portage Island
- Posey Island
- Puffin Island
- Ram Island
- Reef Island
- Rim Island
- Ripple Island
- Rum Island
- Samish Island
- San Juan Island
- Satellite Island
- Sentinel Island
- Shaw Island
- Sheep Island
- Sinclair Island
- Skull Island
- Small Island
- Smith Island
- South Finger Island
- Spieden Island
- Strawberry Island
- Stuart Island
- Sucia Island
- Swirl Island
- Towhead Island
- Trump Island
- Turn Island
- Vendovi Island
- Victim Island
- Waldron Island
- Wasp Islands
- Willow Island
- Yellow Island

## Zones protégées
- San Juan Islands National Monument
- Refuge faunique national San Juan Islands